# Carlia
Carlia este un gen de șopârle din familia Scincidae.

## Specii[1]
- Carlia aenigma
- Carlia ailanpalai
- Carlia amax
- Carlia aramia
- Carlia babarensis
- Carlia beccarii
- Carlia bicarinata
- Carlia bomberai
- Carlia caesius
- Carlia coensis
- Carlia diguliensis
- Carlia dogare
- Carlia eothen
- Carlia fusca
- Carlia gracilis
- Carlia jarnoldae
- Carlia johnstonei
- Carlia leucotaenia
- Carlia longipes
- Carlia luctuosa
- Carlia munda
- Carlia mundivensis
- Carlia mysi
- Carlia parrhasius
- Carlia pectoralis
- Carlia prava
- Carlia pulla
- Carlia rhomboidalis
- Carlia rimula
- Carlia rostralis
- Carlia rubrigularis
- Carlia rufilatus
- Carlia schmeltzii
- Carlia scirtetis
- Carlia storri
- Carlia tetradactyla
- Carlia triacantha
- Carlia tutela
- Carlia vivax